# متحف كليفلاند للفنون
متحف كليفلاند للفنون (CMA) هو متحف فني في كليفلاند بولاية أوهايو، ويقع في منطقة وايد بارك، في حي دائرة الجامعة على الجانب الشرقي من المدينة. يشتهر المتحف عالميًا بمقتنياته الكبيرة من الفن الآسيوي والمصري، ويضم مجموعة دائمة متنوعة تضم أكثر من 61000 عمل فني من جميع أنحاء العالم. يوفر المتحف الدخول العام مجانًا للجمهور. مع هبة قدرها 755 مليون دولار، فهو رابع أغنى متحف فني في الولايات المتحدة. مع حوالي 770,000 زائر سنويًا (2018)، يعد واحدًا من أكثر المتاحف الفنية زيارة في العالم.

## التاريخ

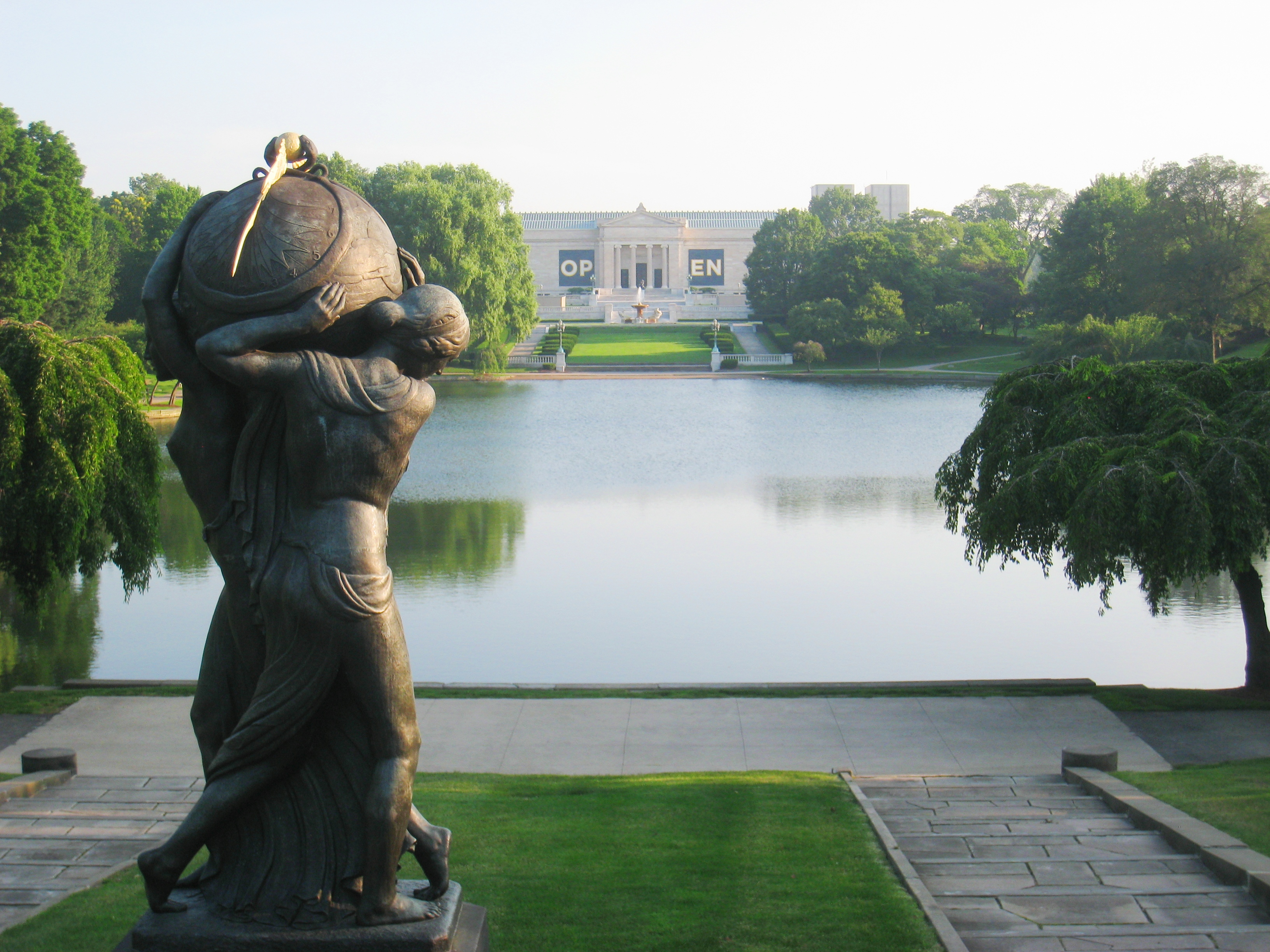
منظر للمتحف من درجات مدخل شارع إقليدس إلى واد بارك، المطل على البحيرة. يظهر في المقدمة تمثال برونزي لفرانك جيروش عام 1928 بعنوان Night Passing the Earth to Day.

### البدايات
تأسس متحف كليفلاند للفنون كصندوق استئماني في عام 1913 بمنحة من الصناعيين البارزين في كليفلاند، هينمان هيرلبوت، وجون هنتنغتون، وهوراس كيلي. تم تشييد المبنى الكلاسيكي الجديد من الرخام الجورجي الأبيض، الفنون الجميلة على الحافة الجنوبية من Wade Park، بتكلفة 1.25 مليون دولار. تم تصميم وايد بارك والمتحف من قبل شركة الهندسة المعمارية المحلية هوبل بينيس، مع تخطيط المتحف ليكون محور المنتزه. 75 أكر (300,000 م2) أخذت المساحة الخضراء اسمها من فاعل الخير جيبثا هـ. واد، الذي تبرع بجزء من أرضه المشجرة للمدينة في عام 1881. افتتح المتحف أبوابه للجمهور في 6 يونيو 1916، مع حفيد ويد، جيبثا هـ. واد الثاني، معلنا ذلك «لصالح الجميع إلى الأبد». كان وايد، مثل جده، مهتمًا جدًا بالفن وشغل منصب النائب الأول لرئيس المتحف؛ في عام 1920 أصبح رئيسًا لها. اليوم، الحديقة، مع المتحف لا يزال محورها، موجودة في السجل الوطني للأماكن التاريخية.

### أعمال التوسعة

#### في القرن العشرين

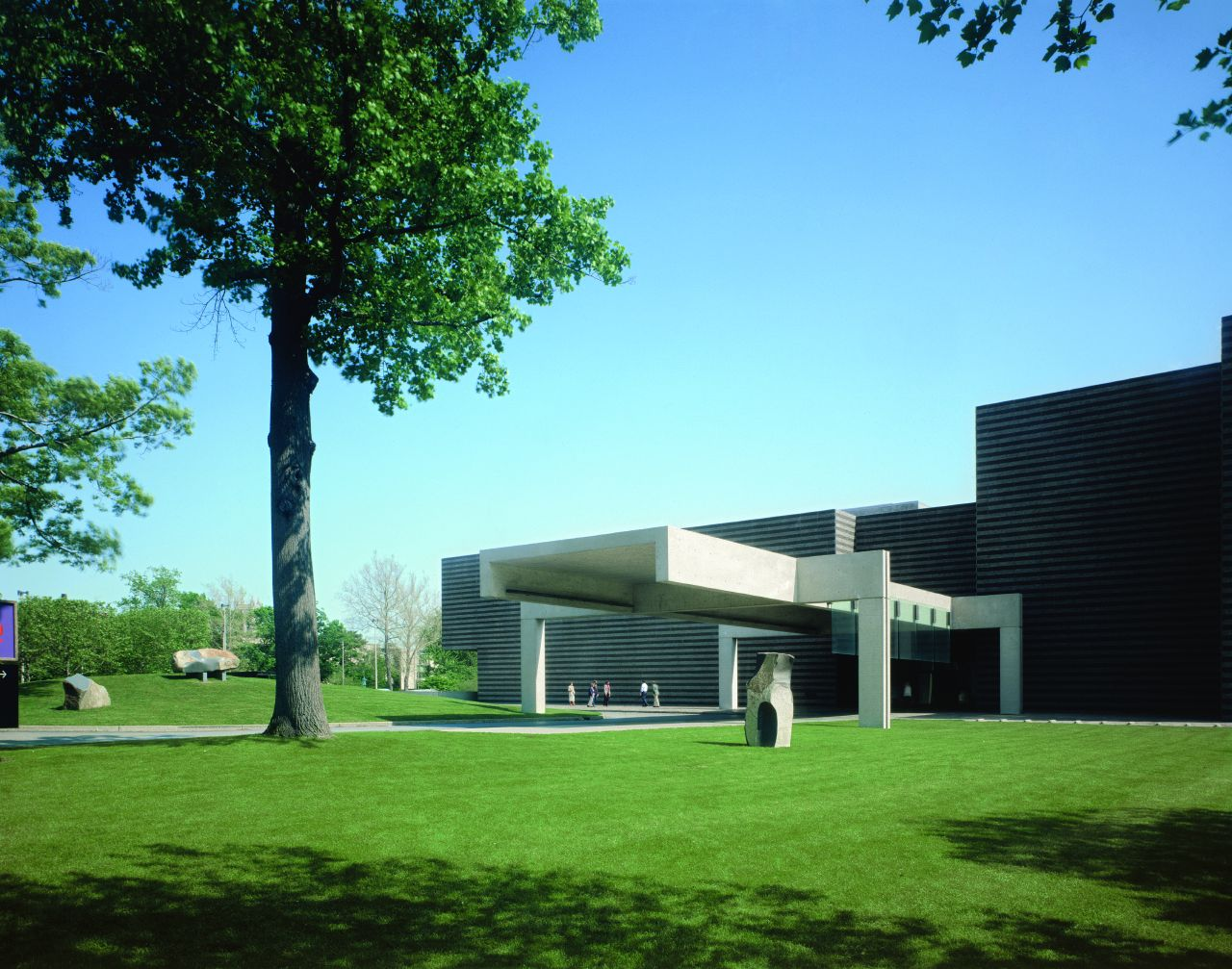
المدخل الشمالي والذي يُظهر إضافة عام 1971 التي صممها مارسيل بروير.

في مارس 1958، تم افتتاح أول إضافة للمبنى، مما ضاعف من مساحة المتحف. تم تصميم هذه الإضافة، التي كانت تقع على الجانب الشمالي من المبنى الأصلي، من قبل شركة هايز وروث المعمارية في كليفلاند. لقد صمموا مساحة معرض جديدة ومكتبة فنية جديدة.
توسع المتحف مرة أخرى في عام 1971 بافتتاح الجناح الشمالي. من خلال واجهته الجرانيتية ذات اللونين المتدرجين، قدمت الإضافة التي صممها المهندس المعماري الحديث مارسيل بروير خطوطًا زاوية في تناقض واضح مع ازدهار الواجهة الكلاسيكية الجديدة للمبنى عام 1916. تم تحويل المدخل الرئيسي للمتحف إلى الجناح الشمالي. تم أيضًا نقل القاعة والفصول الدراسية وقاعات المحاضرات إلى الجناح الشمالي، مما سمح بتجديد مساحاتهم في المبنى الأصلي كمساحة معرض.
في عام 1983، تم الانتهاء من الجناح الغربي، الذي صممه كليفلاند شركة الهندسة المعمارية دالتون، فان ديك، جونسون، وشركاه. وقد وفر هذا مساحة مكتبة أكبر، بالإضافة إلى تسع صالات عرض جديدة.
بين عامي 2001 و 2012، تم هدم إضافات 1958 و 1983. تم تشييد مبنى جديد ملتف، وأجنحة شرقية وغربية. صممه رافائيل فينيولي، ضاعف هذا المشروع الذي تبلغ تكلفته 350 مليون دولار حجم المتحف إلى 592,000 قدم مربع (55,000 م2). لدمج الأجنحة الشرقية والغربية الجديدة مع مبنى برور في الشمال، تم بناء هيكل جديد على طول الجانب الجنوبي من إضافة 1971، مما أدى إلى إنشاء مساحة معرض جديدة واسعة على مستويين، بالإضافة إلى توفير متجر متحفي ووسائل راحة أخرى. غطت فينولي المساحة التي تم إنشاؤها من خلال هدم هياكل 1958 و 1983 مع ردهة ذات سقف زجاجي. تم افتتاح الجناح الشرقي في عام 2009، والجناح الشمالي والأتريوم في عام 2012. تم افتتاح الجناح الغربي في 2 يناير 2014.

#### في القرن الحادي والعشرين

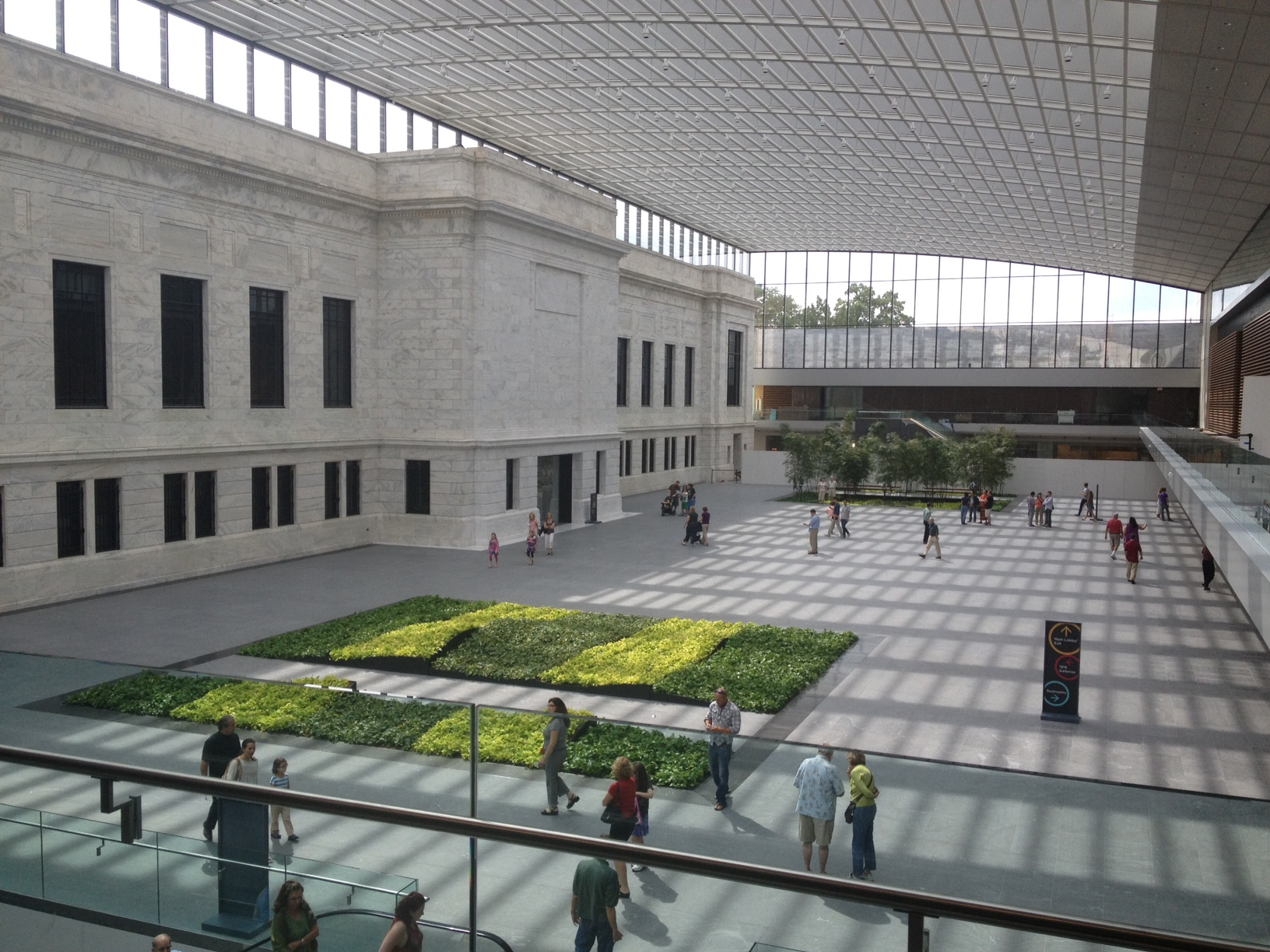
داخل ردهة المتحف التي افتتحت عام 2012

بدأ مشروع بناء وتجديد المتحف، «البناء من أجل المستقبل»، في عام 2005 وكان من المقرر الانتهاء منه في الأصل في عام 2012 (على الرغم من أنه لم يكتمل حتى عام 2013). بتكاليف متوقعة تبلغ 258 مليون دولار. احتفل المتحف بالانتهاء الرسمي من مشروع التجديد والتوسعة باحتفال كبير أقيم في 31 ديسمبر 2013، وأنشطة إضافية استمرت خلال الأسبوع الأول من عام 2014. المشروع الذي تبلغ تكلفته 350 مليون دولار - تم تخصيص ثلثيها للتجديد الكامل للهيكل الأصلي لعام 1916 - أضاف جناحين جديدين، وكان أكبر مشروع ثقافي في تاريخ أوهايو. أدى الجناحان الشرقي والغربي الجديدان، بالإضافة إلى إحاطة ساحة الفناء تحت مظلة زجاجية شاهقة، إلى رفع إجمالي مساحة أرضية المتحف إلى 592,000 قدم مربع (55,000 م2) (زيادة تقارب 65٪).
تجاوزت التكلفة في المرحلة الأولى من المشروع 9.3 مليون دولار؛ الافتتاح تأخر 9 أشهر. أكد مدير المتحف تيموثي روب للجمهور أن زيادة الجودة تستحق الانتظار والتكلفة. في يونيو 2008، بعد إغلاق ما يقرب من ثلاث سنوات للإصلاح، أعاد المتحف فتح 19 من صالات العرض الدائمة للجمهور في الطابق الرئيسي للمبنى الذي تم تجديده عام 1916.
في 27 يونيو 2009، تم افتتاح الجناح الشرقي الذي تم تشييده حديثًا (والذي يحتوي على مجموعات الفن الانطباعي والمعاصر والحديث) للجمهور.

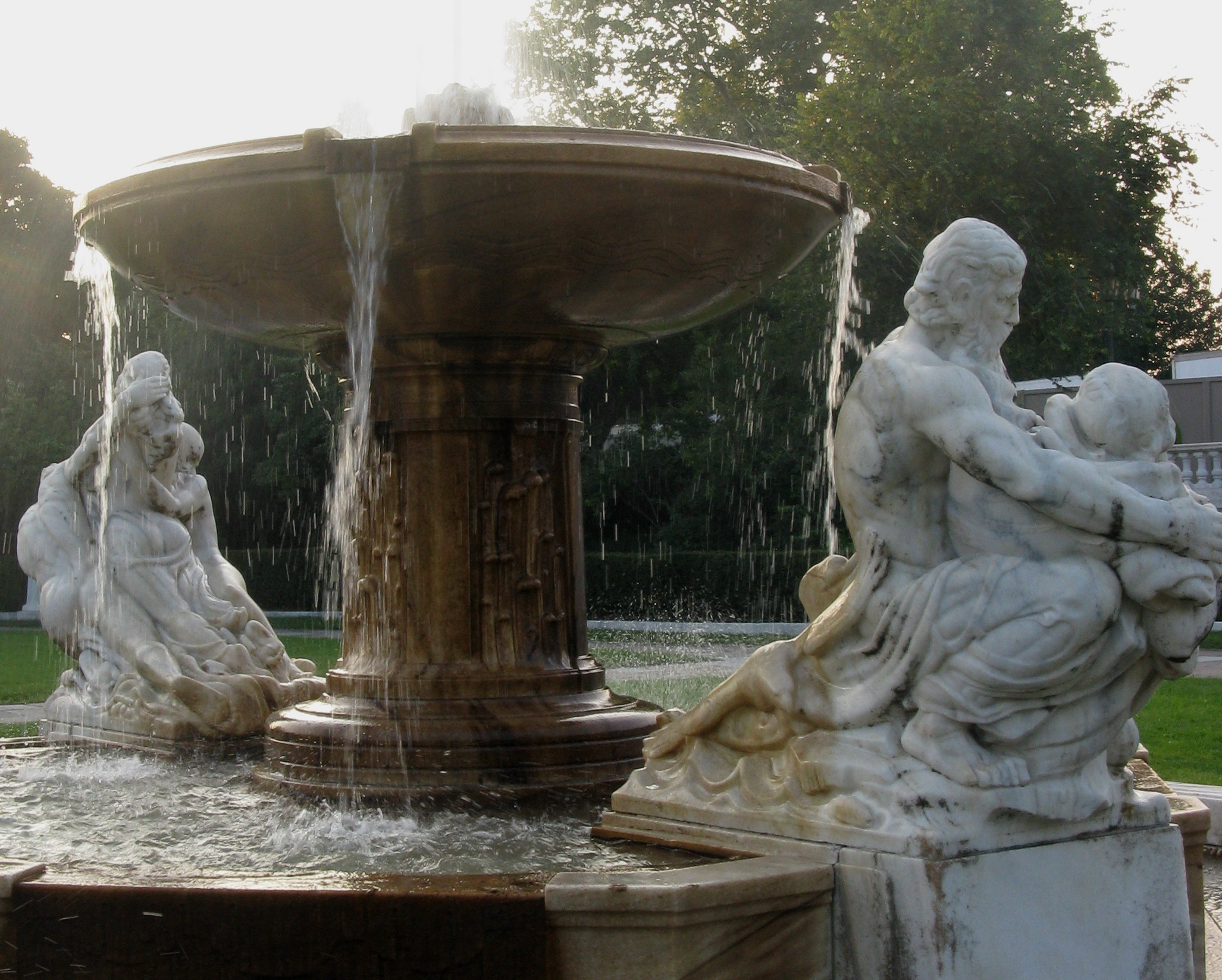
نافورة المياه في تشيستر بيتش عام 1927 بجوار المدخل الرئيسي للمتحف في واد بارك.

في 26 يونيو 2010، أعيد افتتاح الطابق الأرضي لمبنى 1916. يضم الآن مجموعات من الفن اليوناني والروماني والمصري وأفريقيا جنوب الصحراء والبيزنطية والعصور الوسطى. يشتمل المتحف الموسع على وسائل راحة معززة للزوار، مثل دورات المياه الجديدة، ومتجر موسع ومقهى، ومطعم ذواقة، وزادت سعة مواقف السيارات إلى 620 مكانًا، و34,000 قدم مربع (3,200 م2) فناء مغطى بالزجاج.
في 12 يونيو 2021، افتتح متحف كليفلاند للفنون مركزًا مجتمعيًا للفنون في حي كلارك فولتون في كليفلاند. وهي تستضيف عوامات باراد ذا سيركل (بالإنجليزية: Parade the Circle)‏ السابقة والعروض والفنون التي كانت في السابق في التخزين المؤقت.

## واد بارك
يتضمن وايد بارك معرضًا في الهواء الطلق يعرض جزءًا من مقتنيات المتحف في حديقة وايد بارك للفنون الجميلة. يقع الجزء الأكبر من هذه المجموعة بين المدخل الرئيسي الأصلي للمبنى عام 1916 والبحيرة. تشمل المعالم البارزة في النحت العام مجموعة كبيرة من نافورة المياه في تشيستر بيتش عام 1927 ؛ نصب تذكاري للمغترب البولندي والحرب الثورية الأمريكية - البطل تاديوس كوسيوسكو؛ والمزولة الشمسية التماثيل البرونزية لعام 1928 لفرانك جيروش، Night Passing the Earth to Day، والتي تقع عبر بحيرة واد لاجون من المتحف، بالقرب من مدخل الحديقة في شارع إقليدس.
تم تثبيت منحوتة المفكّر في أوغوست رودان أعلى الدرج الرئيسي للمتحف. بعد تدميره جزئيًا في قصف عام 1970 (يُزعم أنه من قبل الطقس تحت الأرض)، لم يتم استعادة التمثال أبدًا. عرف مؤرخو الفن أن رودين كان متورطًا في الصب الأصلي لهذا التمثال. يعتبر الضرر الذي حدث في عام 1970 (لوحظ على لوحة منذ ذلك الحين تم تثبيته على قاعدة قاعدة التمثال) أنه جعل هذا الصب فريدًا من بين أكثر من عشرين مصبوبًا كبيرًا أصليًا لهذا العمل. 

## المجموعات

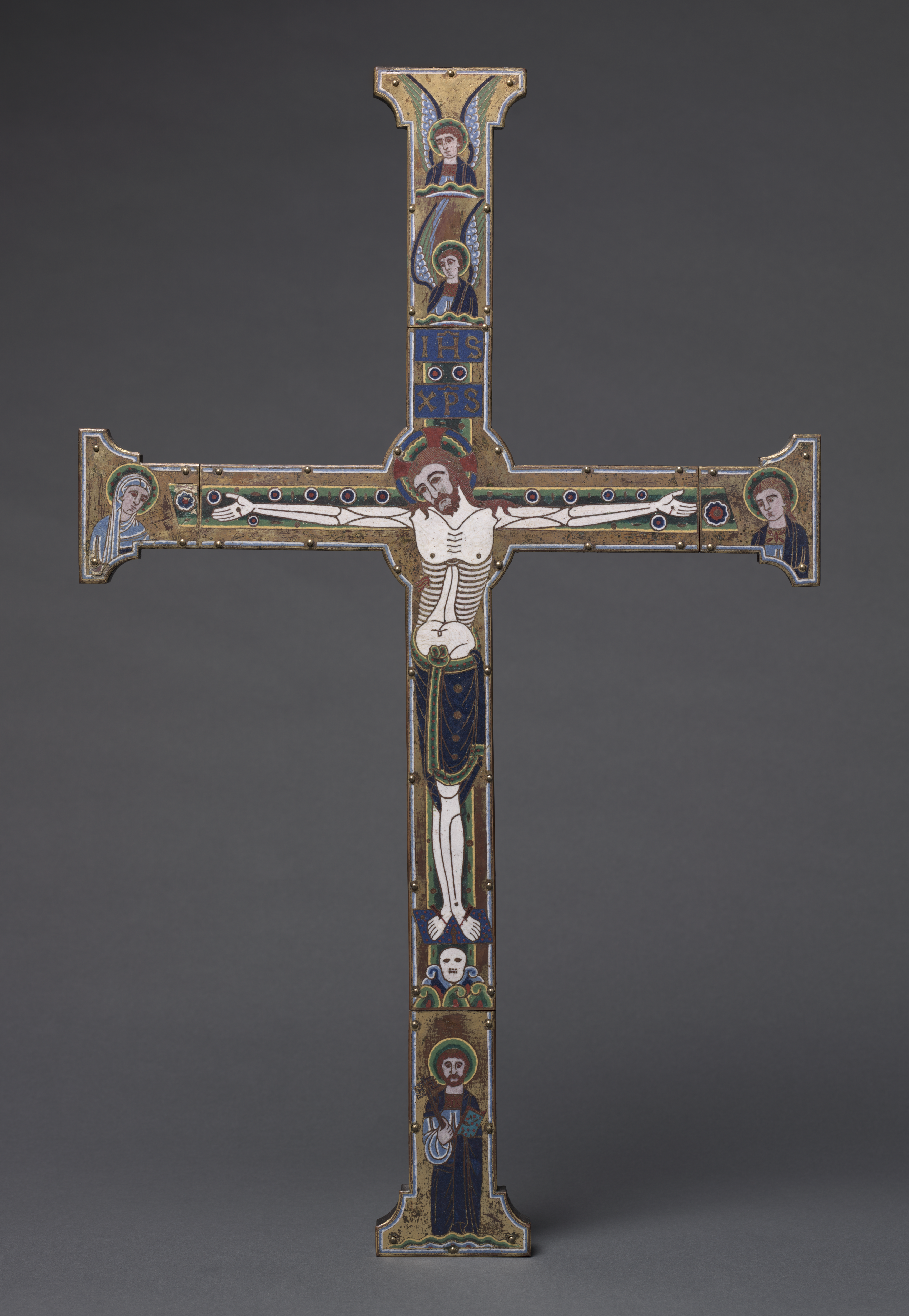
صليب سبيتزر، القرن الثاني عشر، مثال على فن العصور الوسطى

حَرق مَجلس السادة والعُموم، هو عنوان لوحتين زيتيتين بريشة الفنان الإنجليزي ويليام تورنر ، رُسمتا بين 1834-1835. تصور الحريق الذي اندلع في مجلسي البرلمان البريطاني مساء يوم 16 أكتوبر 1834. نُسخَة متحف كليفلاند للفنون.

يقسم متحف كليفلاند للفنون مجموعاته إلى 16 قسمًا، بما في ذلك الفن الصيني والفن الأوروبي الحديث والفن الأفريقي والرسومات والمطبوعات والفن الأوروبي والمنسوجات والفن الإسلامي والرسم والنحت الأمريكي والفن اليوناني والروماني والفن المعاصر وفن العصور الوسطى والفن والتصميم الزخرفي، وفن أمريكا الشمالية ما قبل الكولومبية والأصلية، والفن الياباني والكوري، والفن الهندي وجنوب شرق آسيا، والتصوير الفوتوغرافي. الفنانين ممثلة الأعمال الهامة تشمل أوليفوشيو دي سيكاريلو، بوتيتشيلي، جامباتيستا بيتوني، كارافاجيو، إل غريكو، بوسين، روبنز، فرانس هالس، جيرارد ديفيد، غويا، تيرنر، دالي، ماتيس، رينوار، غوغان، كنيسة فريدريك إدوين وتوماس كول وكوروت وتوماس إيكنز ومونيه وفنسنت فان جوخ وبيكاسو وجورج بيلوز. وكان متحف نشط مؤخرا في الحصول على وقت لاحق فن القرن 20، بعد أن أضاف الأعمال الهامة التي وارهول، جاكسون بولوك، كريستو، أنسلم كيفر، رونالد ديفيس، لاري بونس، ليون كوسوف، جاك يتون، موريس لويس، جول أوليتسكي، تشاك إغلاق، روبرت مانجولد وتشينج هو تشينج ومارك تانسي وسول ليويت وغيرهم.
تتكون مجموعة الفن الأفريقي بالمتحف من 300 عمل تقليدي من جنوب الصحراء الكبرى من شعوب بيني والكونغو وسينوفو ويوروبا، معظمها تبرع بها جامع كليفلاند كاثرين سي وايت. المتحف قوي بشكل خاص في مجال الفن الآسيوي، حيث يمتلك واحدة من أفضل المجموعات في الولايات المتحدة.
في يونيو 2004، حصل المتحف على تمثال برونزي قديم لأبولو ساوروكتونوس، يُعتقد أنه عمل أصلي لبراكسيتيليس في أثينا. نظرًا لأن العمل له أصل متنازع عليه، يواصل المتحف دراسة تأريخ المنحوتة وإسنادها. في عام 2011، أعلن مايكل بينيت، أمين الفنون اليونانية والرومانية، أنه قام بتأريخ القطعة من 350 قبل الميلاد إلى 250 قبل الميلاد. في عام 2013، أقام المتحف معرضًا مركّزًا على التمثال. أعلنت إعادة توزيع العمل باسم أبولو ذا بايثون سلاير (بالإنجليزية: Apollo the Python-Slayer)‏، وقالت إن التمثال كان بالتأكيد عملًا أصليًا من قبل براكسيتليس نفسه، وأن التحقيقات المعملية وشهادات الخبراء تظهر بشكل قاطع أن البرونز لم يكن اكتشافًا حديثًا ولم يتم استرداده من البحر.
في عام 2008، اختارت خدمة بريد الولايات المتحدة لوحة بوتيتشيلي الشهيرة في متحف كليفلاند بعنوان العذراء والطفل مع يوحنا المعمدان الصغير كختم عيد الميلاد لذلك العام.

### الرسم والنحت الأوروبي الحديث

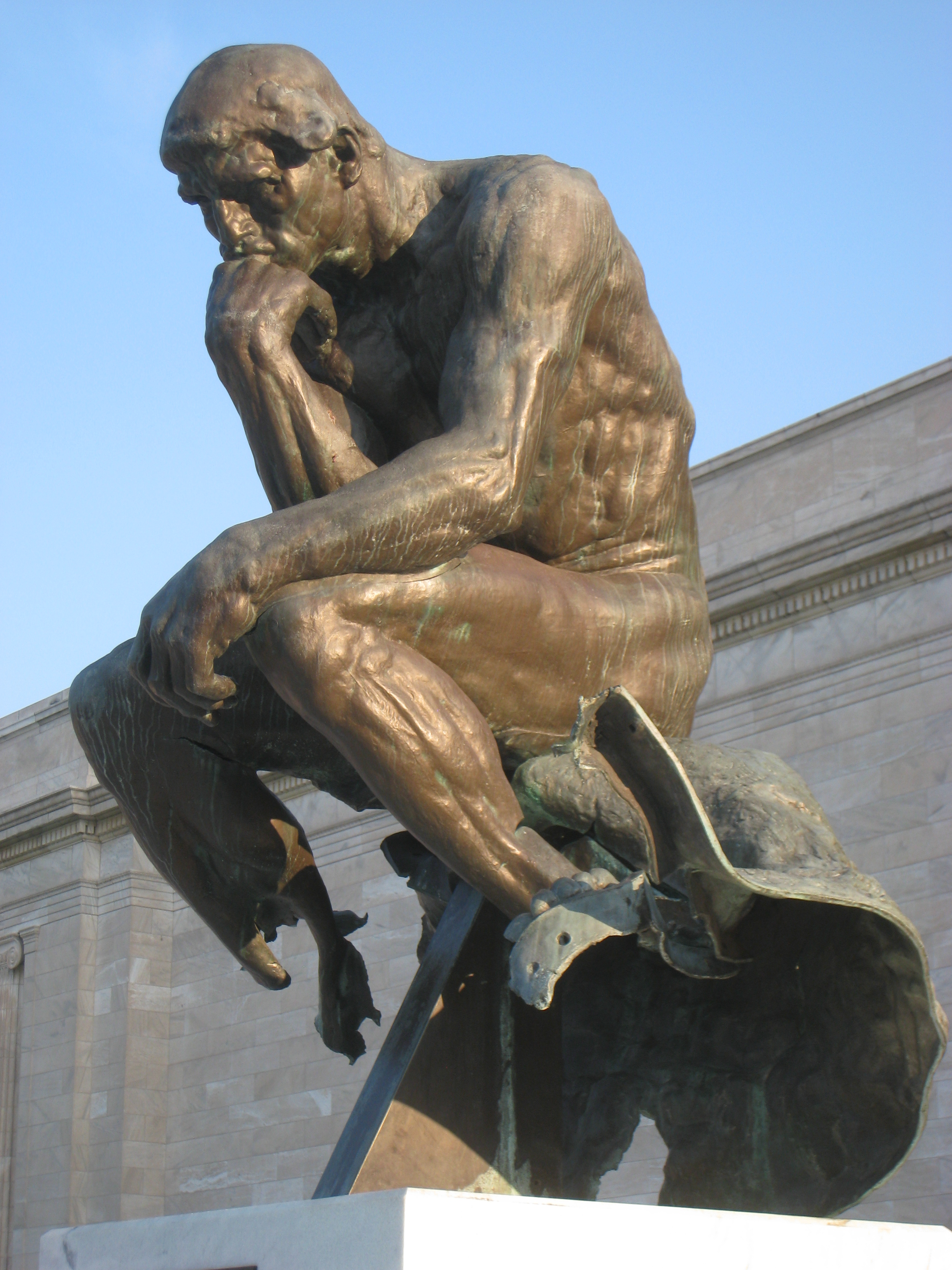
1916 طاقم تمثيل المفكر بواسطة أوغست رودان. دمره الإرهاب عام 1970 وظل في حالة متغيرة

تحتوي مجموعة الرسم والنحت الأوروبي الحديث في متحف كليفلاند للفنون على قطع يرجع تاريخها إلى 1800 إلى 1960، وتحتوي على حوالي 537 قطعة. تحتوي المجموعة على أعمال الانطباعية وما بعد الانطباعية، وأنماط الفن الطليعية، والتعبيرية الألمانية وفن قديم.

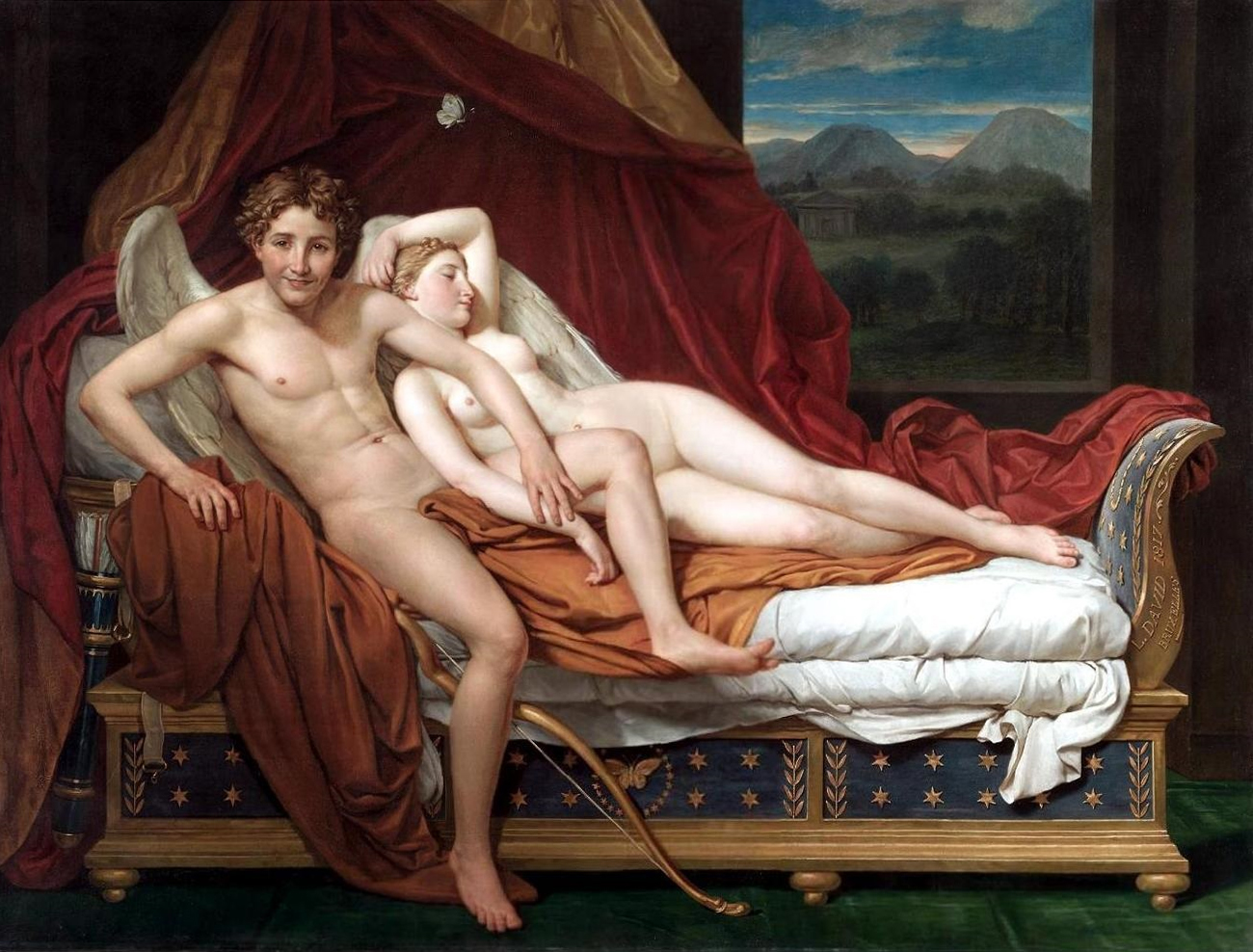
كيوبيد والنفسية  [لغات أخرى]‏، بقلم جاك لويس ديفيد، ١٨١٧
حرق مجلسي اللوردات والعموم، بواسطة جي إم دبليو تورنر، 1834-35
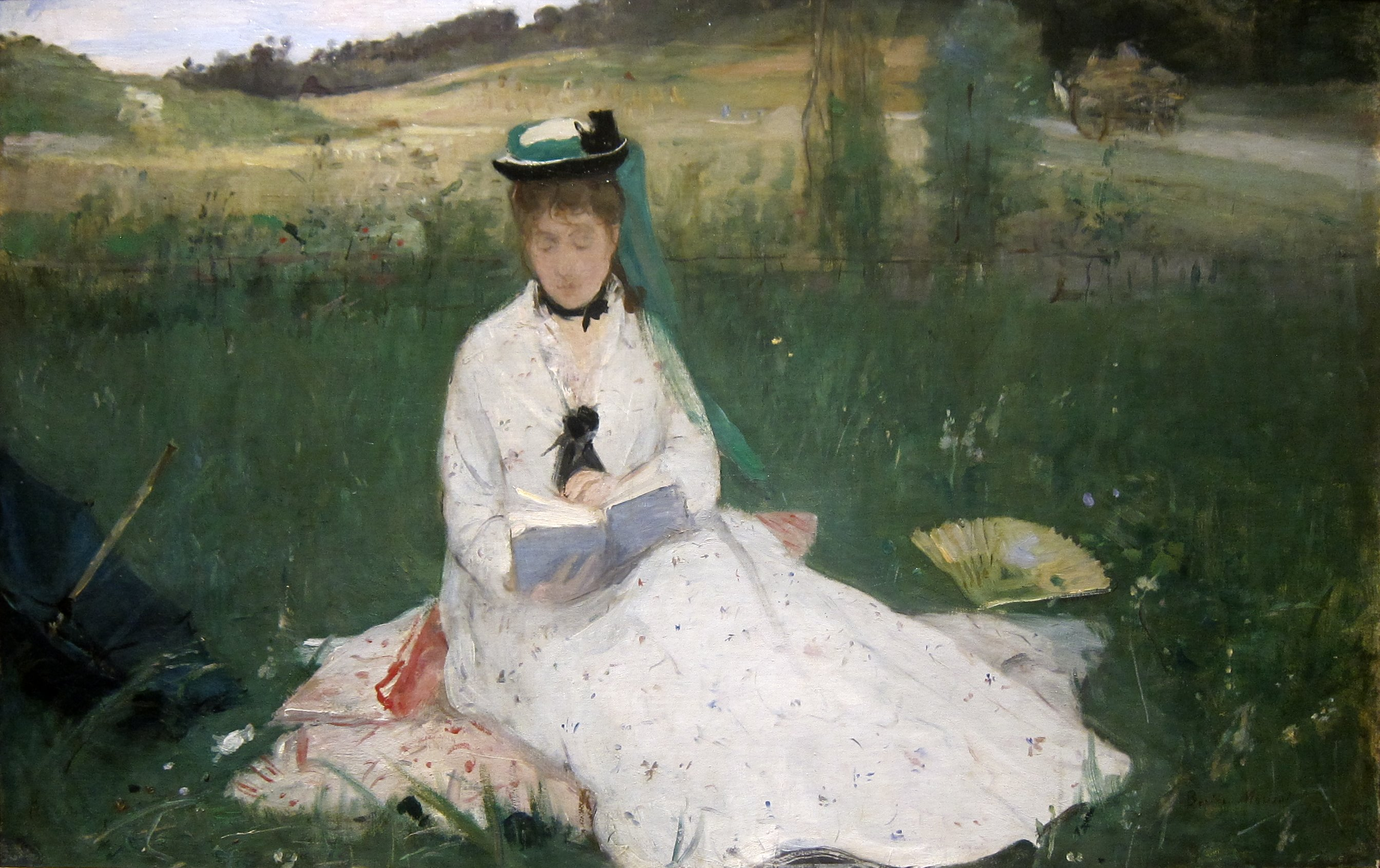
القراءة، بقلم بيرث موريسو، ١٨٧٣
صورة المنديل الأحمر لمدام مونيه  [لغات أخرى]‏، لكلود مونيه

### الرسم والنحت الأوروبي
تحتوي هذه المجموعة على قطع يعود تاريخها إلى 1500 إلى 1800، مع أعمال رئيسية تمثل الباروك الإيطالي، والباروك الإسباني، وعصر النهضة الإيطالية، بالإضافة إلى اللوحات الفرنسية والبريطانية والهولندية الهامة.

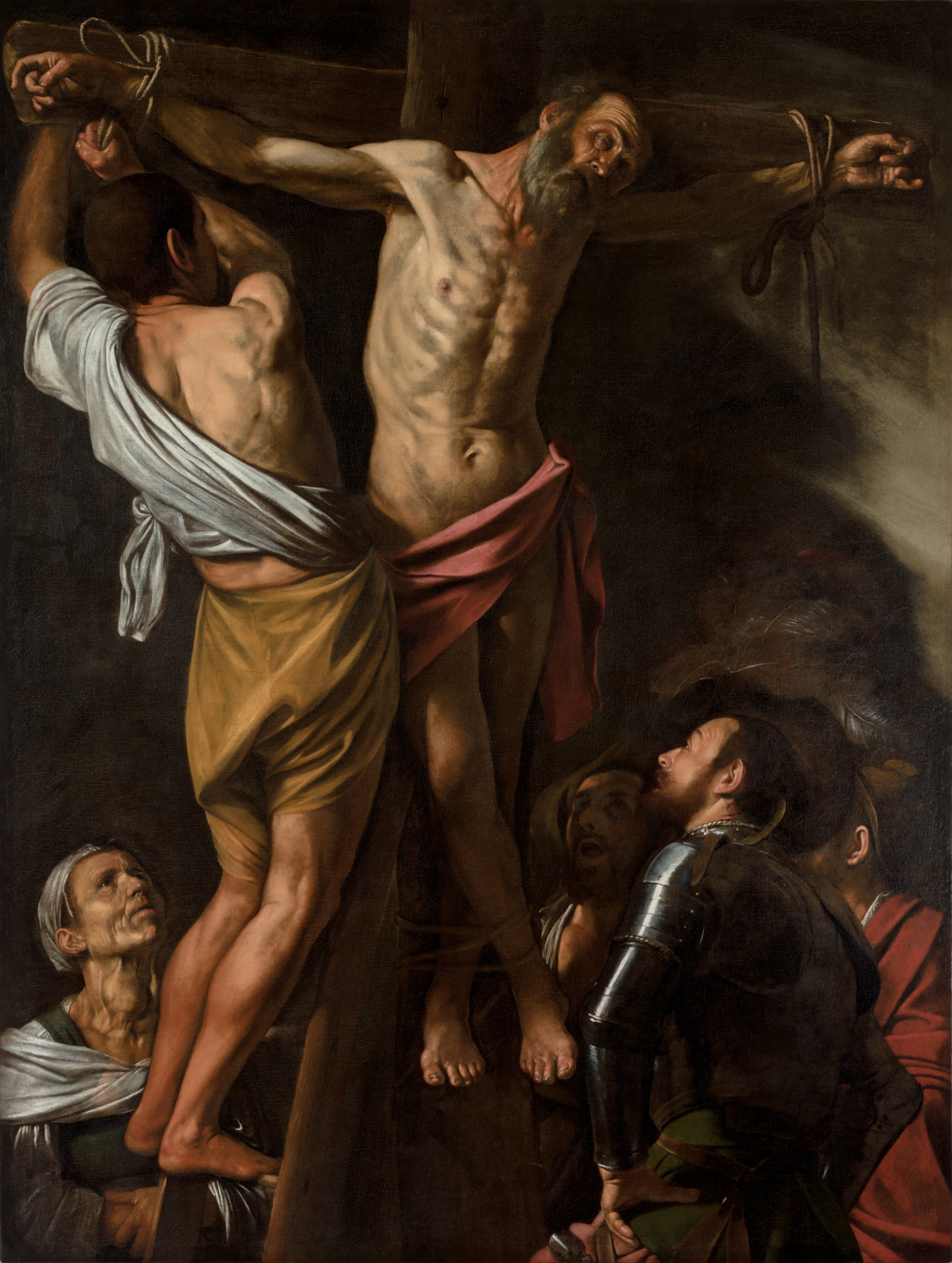
صلب القديس أندرو  [لغات أخرى]‏، كارافاجيو، 1607 - ما بعد الترميم
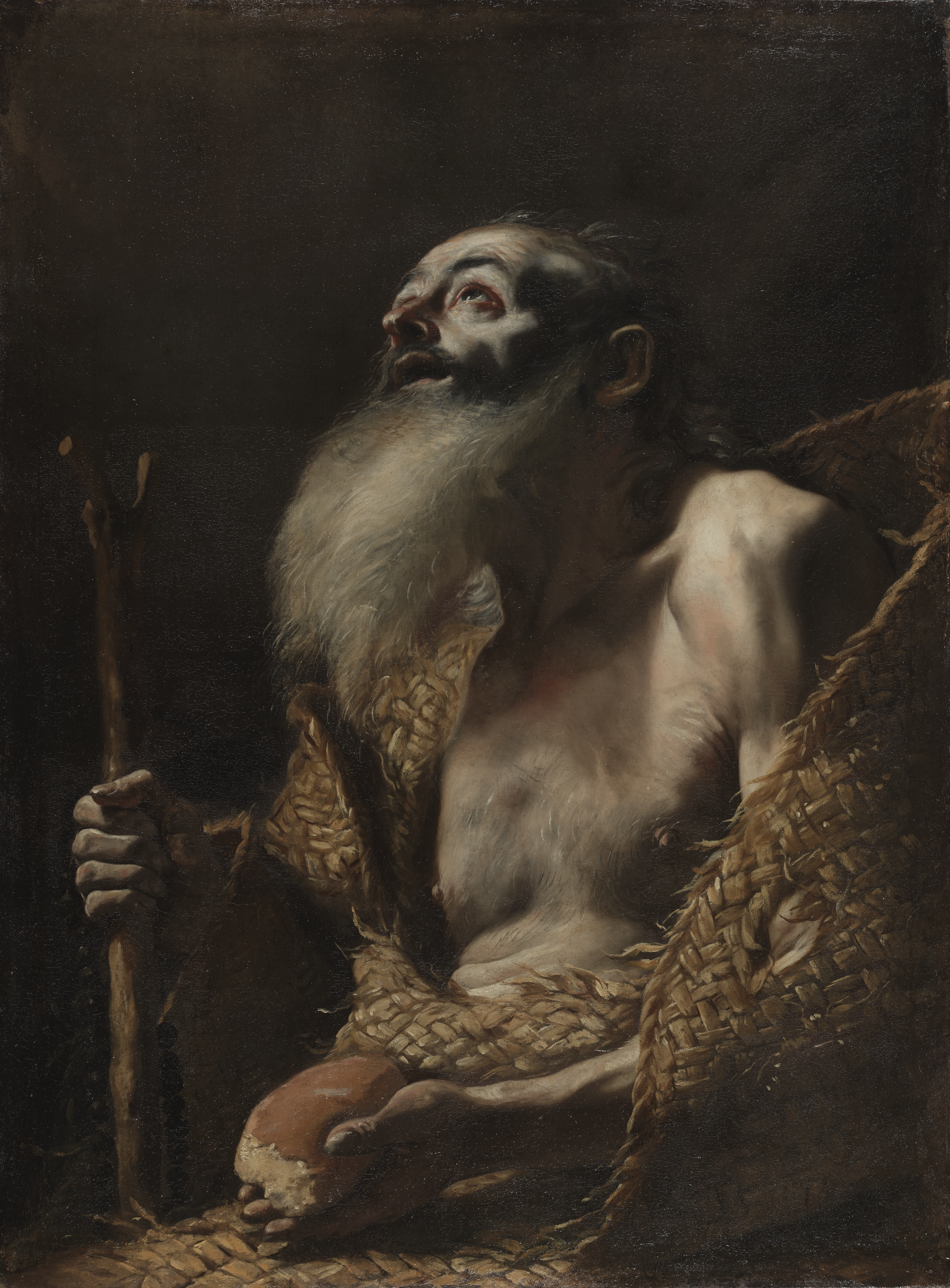
القديس بولس الناسك، ماتيا بريتي، 1663
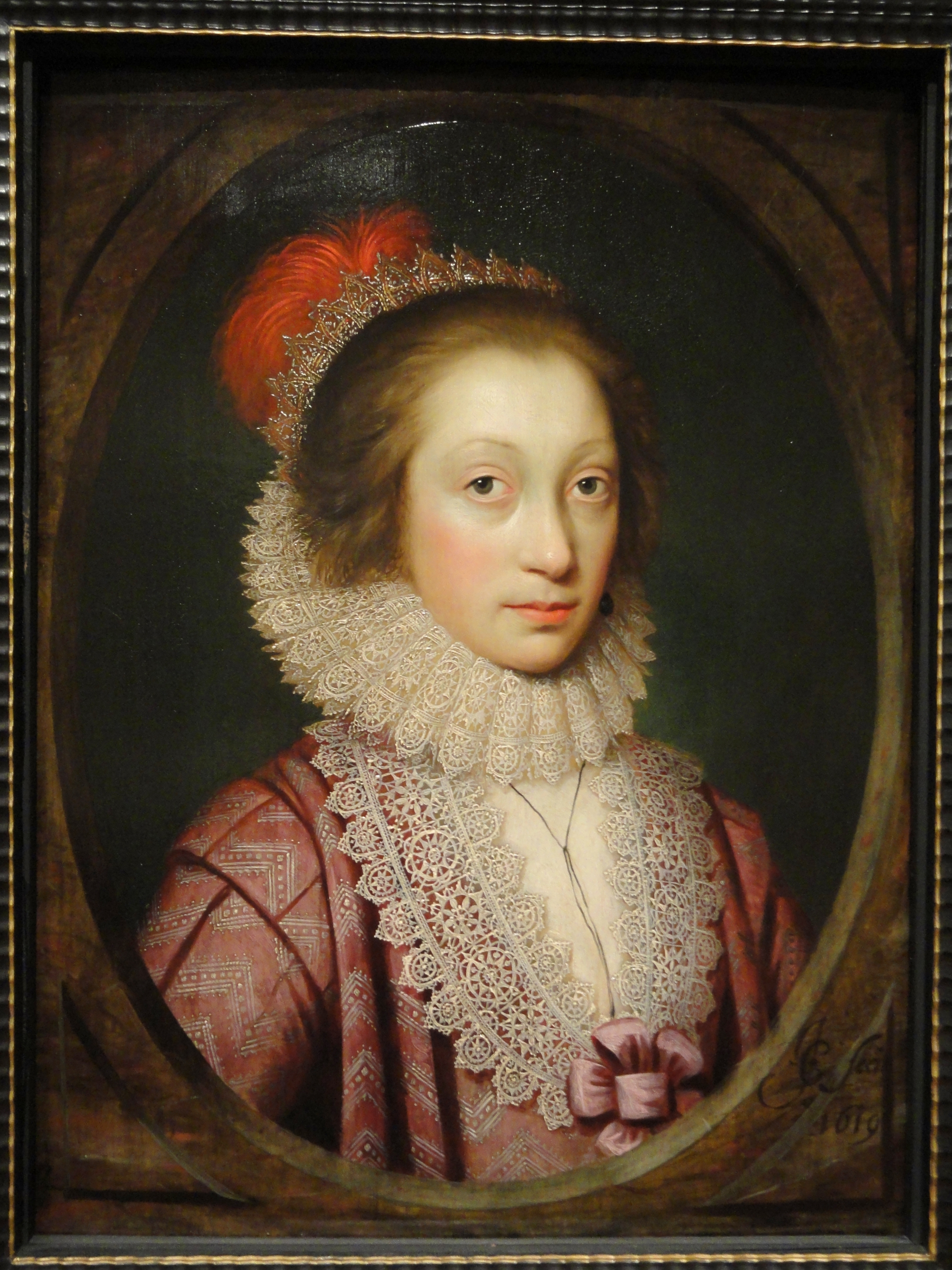
صورة لامرأة، بواسطة كورنيليوس جونسون، ١٦١٩
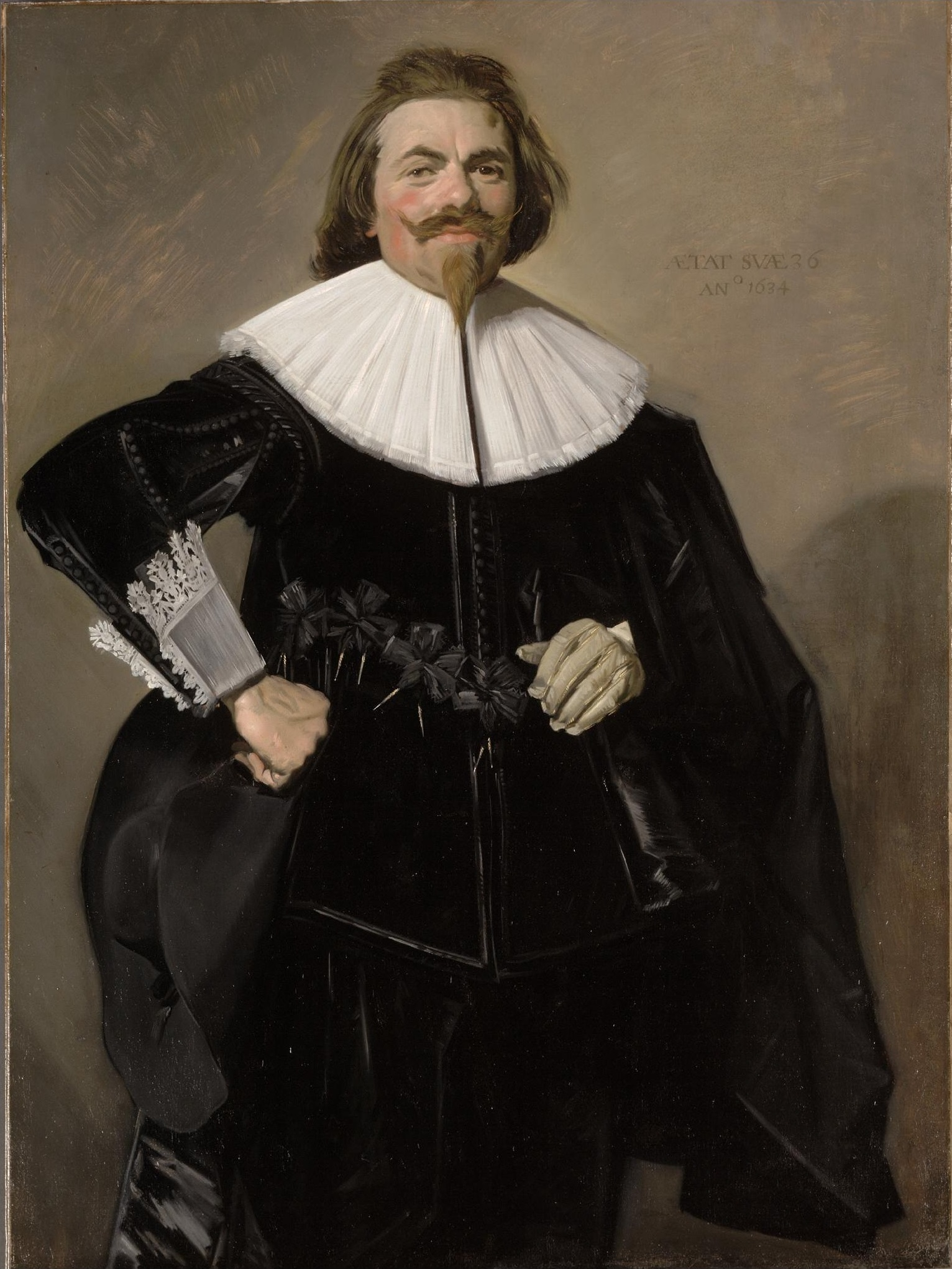
تيلمان روسترمان  [لغات أخرى]‏، فرانس هالس 1634
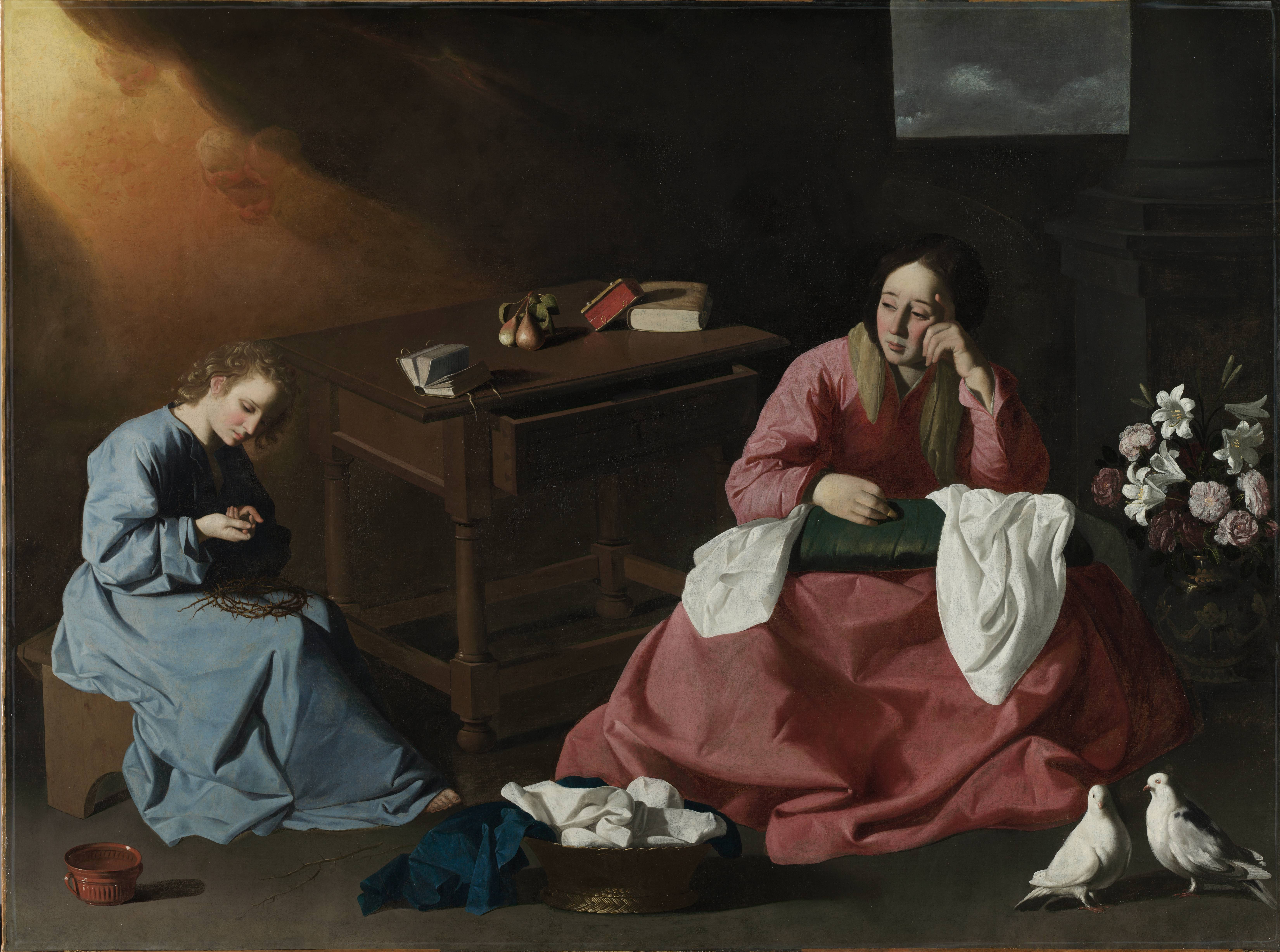
البيت في الناصرة  [لغات أخرى]‏، رسم فرانشيسكو دي زورباران، ج. 1640
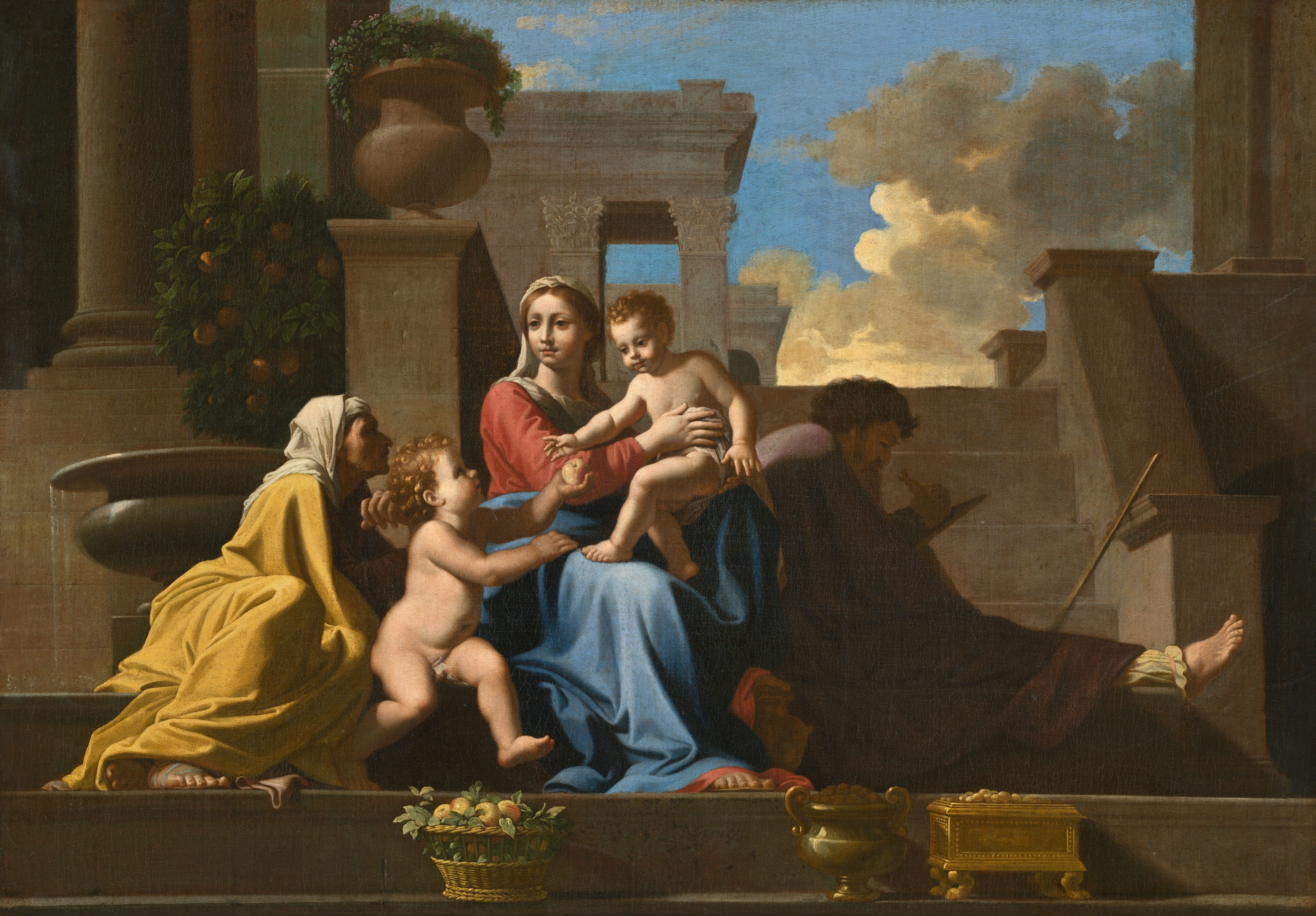
العائلة المقدسة على الدرج، نيكولا بوسين، ١٦٤٨
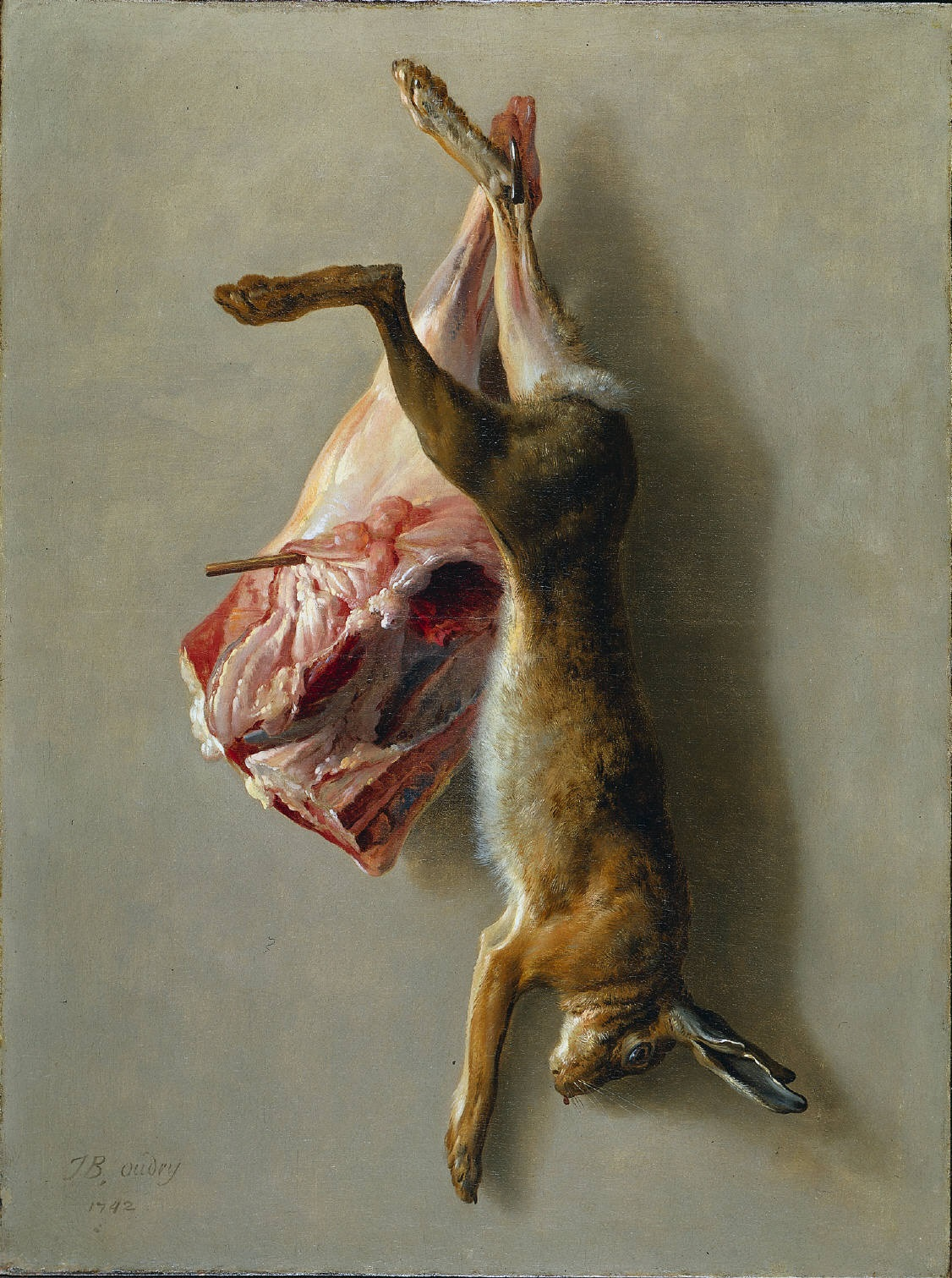
أرنب وساق خروف، جان بابتيست أودري  [لغات أخرى]‏ 1742

### الرسم والنحت الأمريكي
المجموعة موجزة، وتحتوي على حوالي 300 لوحة و 90 منحوتة. تشمل عوامل الجذب الرئيسية في المجموعة The Power of Music لـ William Sideny Mount، و Twilight in the Wilderness في Frederich Edwin Church، و The Racetrack (Death on a Pale Horse) لألبرت بينكهام رايدر. يتم أيضًا تضمين عدد من الفنانين المقيسار في كليفلاند في مقتنيات المتحف، مع التركيز على الفن المحلي.

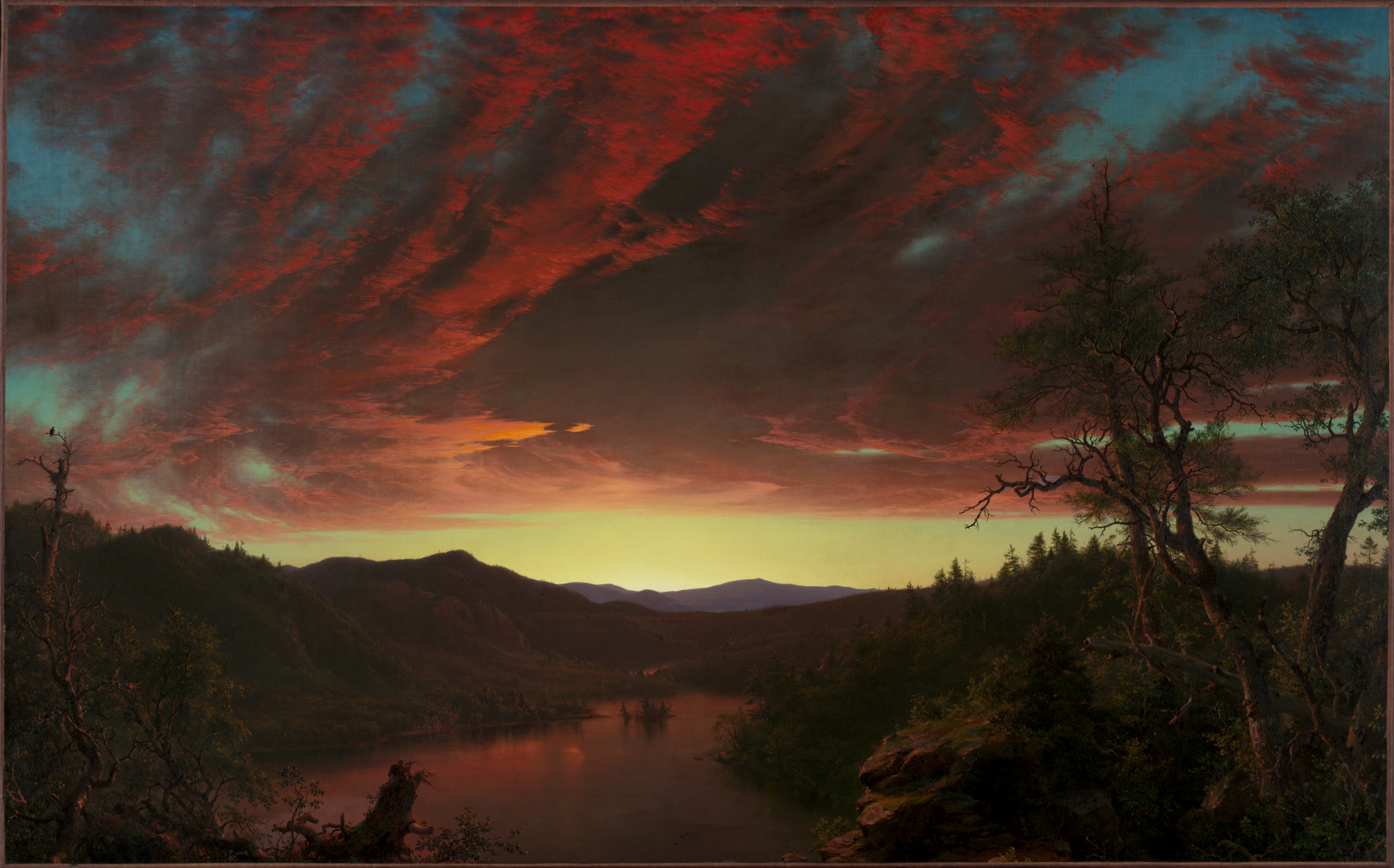
الشفق في البرية  [لغات أخرى]‏، بقلم فريدريك إدوين تشيرش، ١٨٦٠
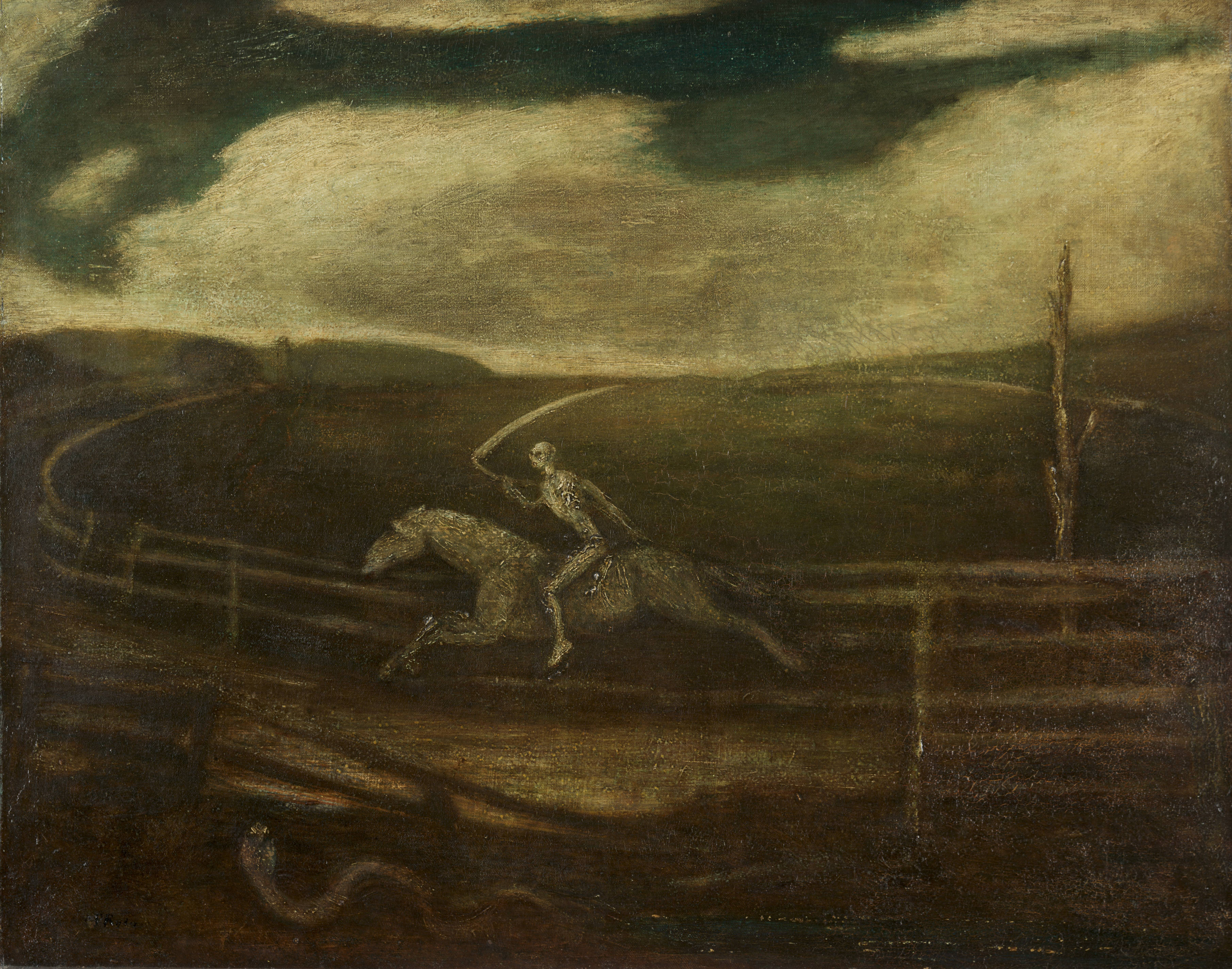
مضمار السباق (الموت على حصان شاحب)، بقلم ألبرت بينكهام رايدر  [لغات أخرى]‏

### التصوير
يحتوي متحف كليفلاند للفنون على مجموعة صغيرة من التصوير الفوتوغرافي للفنون الجميلة، يعود تاريخها إلى عام 1893. وتجدر الإشارة بشكل خاص إلى قطع من المساهمين الأوائل في التصوير الفوتوغرافي، وخاصة المصورين الفرنسيين والإنجليز والأمريكيين. ومن أبرز من جمع هي «التصوير مع مجموعات كاملة من الشمال الهندي الأمريكي إدوارد كورتيس S. وكاميرا العمل، والتصوير الفوتوغرافي السريالي خلقت في المقام الأول بين الحربين العالميتين، وتخضع كليفلاند محددة تنتج المسألة المصورين الإقليمي والوطني».

ابنة رئيس Nakoaktokابنة رئيس Nakoaktok
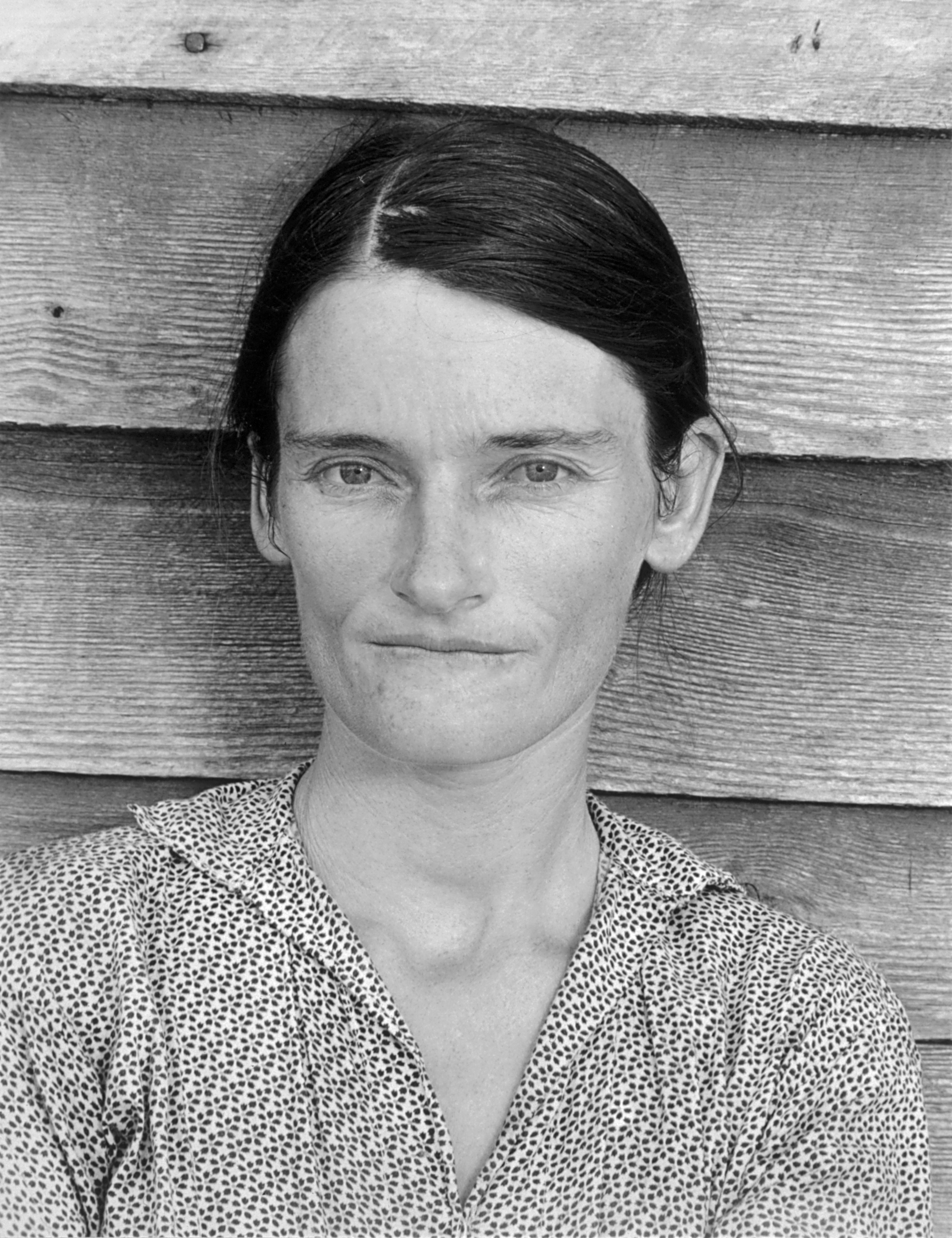
ووكر إيفانز، ألي ماي بوروز، زوجة محاصة قطن، مقاطعة هيل، ألاباما، 1936.

### فن الديكور والتصميم
مجموعة مشهورة عالميًا، مجموعة فن الزخرفة والتصميم «تتكون من أشياء مفيدة يكون فيها الشكل والزخرفة محور التركيز الأساسي، وليست أشياء يقصد بها مجرد نحت».

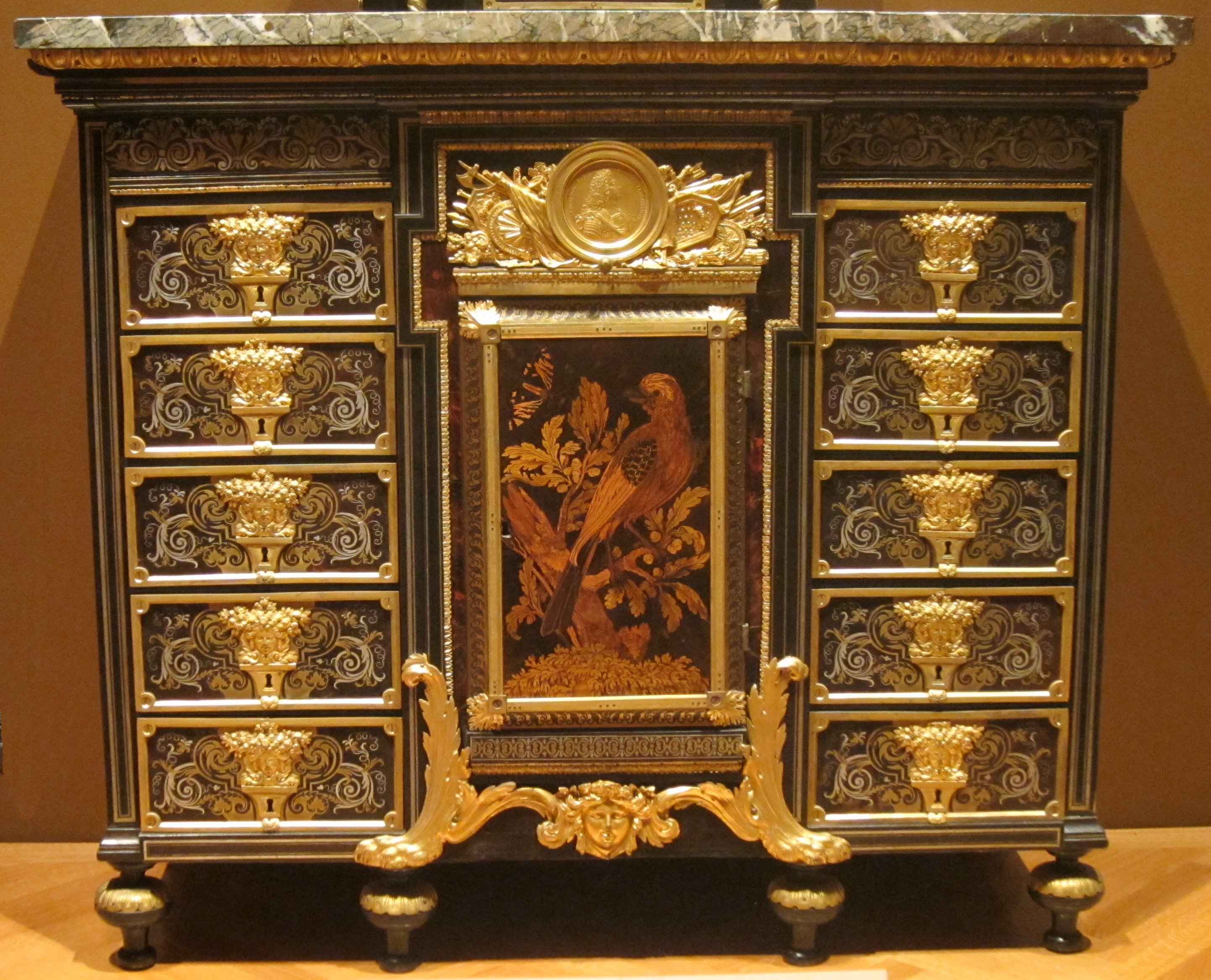
خزانة من عام 1690

### مكتبة إينغلس
بالإضافة إلى مجموعته الشاملة من الفنون الجميلة، يعد متحف كليفلاند للفنون أيضًا موطنًا لمكتبة إنجالز، إحدى أكبر المكتبات الفنية في الولايات المتحدة. كجزء من خطة عام 1913 الأولية من قبل مؤسسي المتحف، كان من المقرر تجميع مكتبة من 10000 مجلد، لتشمل الصور والأعمال الأرشيفية. بحلول الخمسينيات من القرن الماضي، تجاوزت مجموعة الكتب وحدها 37 ألفًا ومجموعة الصور الفوتوغرافية اقتربت من 47 ألفًا. بحلول القرن الحادي والعشرين، كان للمكتبة أكثر من 500000 مجلد (و 500000 شريحة رقمية)؛ كان تجديد مساحة المكتبة أحد النقاط المحورية في توسعة المتحف البالغة 350 مليون دولار.

### معرض الصور

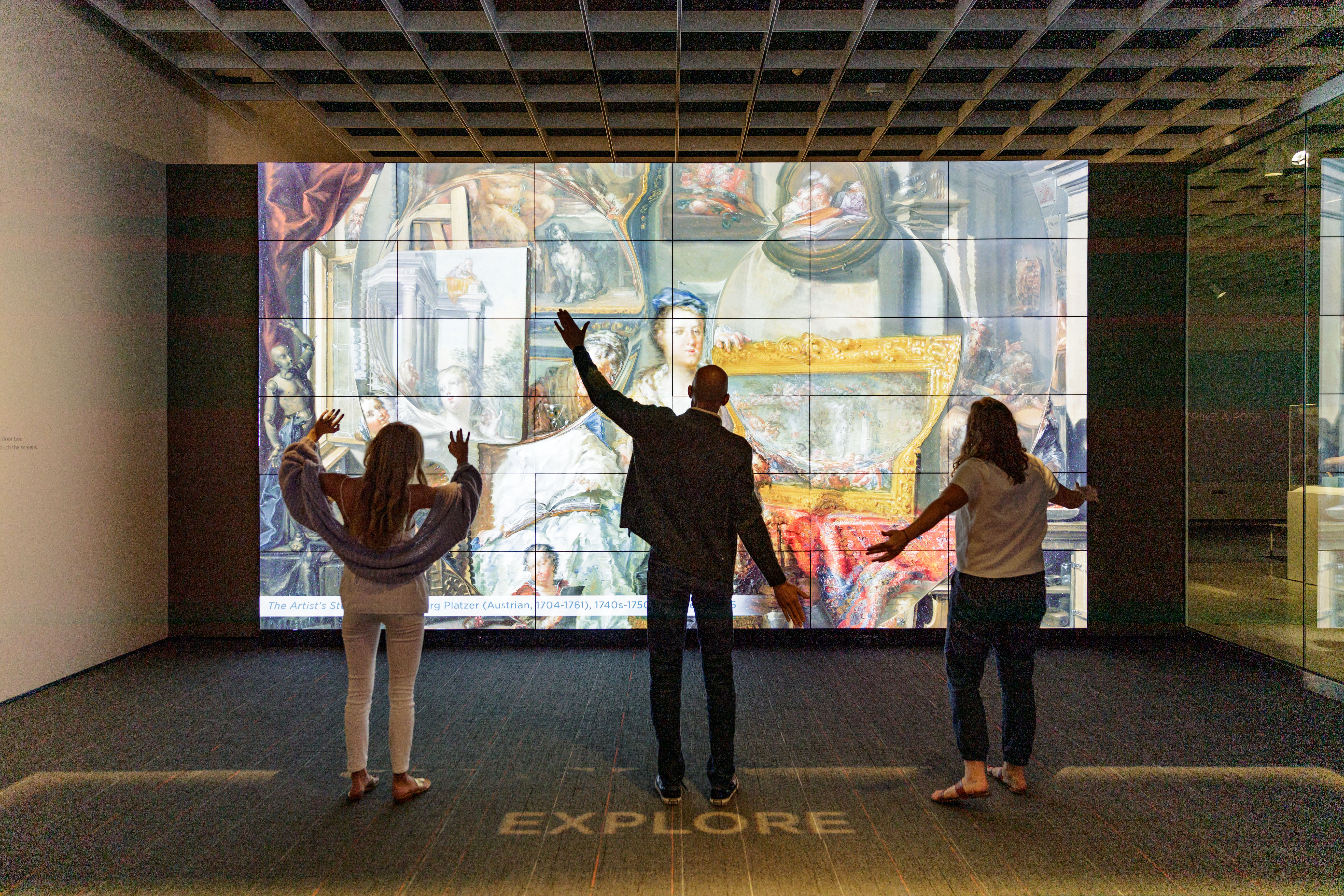
زوار المتحف يتفاعلون مع شاشة آرت لينس القائمة على الإيماءات.

معرض آرت لينس أو معرض الصور عبارة عن سلسلة من العروض التفاعلية وتطبيق جوال يسمح للزوار بمشاهدة مجموعة المتحف الرقمية والتفاعل معها. تنقسم آرت لينس إلى أربعة مكونات:.
- The ArtLens Wall: عبارة عن شاشة عرض يبلغ ارتفاعها 40 قدمًا تتيح للزوار تصفح وقياس جميع الأعمال المعروضة في المتحف، بالإضافة إلى بعض الأعمال الفنية غير المعروضة. يدور الجدار خلال الأعمال الفنية في مجموعات منظمة حسب المعايير مثل النوع والشكل واللون.[47]
- معرض ArtLens; عبارة عن مجموعة دورية من الأعمال الفنية التي يتم عرضها من خلال الألعاب والأنشطة القائمة على الإيماءات الرقمية. من أمثلة هذه الأنشطة مطابقة شكل إيماءات يد المستخدم تلقائيًا لعمل فني، أو جعل المستخدم يقلد الأوضاع الموجودة في الأعمال المختلفة، والتي يتم تسجيلها بعد ذلك للتأكد من دقتها.[46][48]
- استوديو ArtLens: عبارة عن سلسلة من الاستوديوهات الرقمية للزوار لعمل أعمالهم الفنية الخاصة، مثل إنشاء الفخار الرقمي عن طريق محاكاة حركات الخزاف، أو إنشاء صور مجمعة من الصور التي يوفرها المتحف.[49]
- يوفر تطبيق الهاتف المحمول ArtLens معلومات عن المتحف وقوائم بجميع أعماله الفنية.[50] التطبيق قادر على التواصل عبر البلوتوث مع الإشارات الموجودة في جميع أنحاء المتحف لتحديد موقع المستخدم، ويسمح للمستخدم بتمييز وحفظ الأعمال الفنية التي يصادفها. يتصل التطبيق بمعرض ArtLens والجدار المذكور سابقًا.[46]

بعد إطلاق آرت لينس، أجرى متحف كليفلاند للفنون دراسة لمدة عامين لمعرفة كيف يؤثر المعرض على تفاعل الزوار. وجدت الدراسات الاستقصائية التي أجريت في نوفمبر 2017 ويناير 2018 لـ 438 زائرًا من آرت لينس أن 76٪ من المشاهدين شعروا أن المعرض «عزز تجربة المتحف الشاملة لديهم»؛ شعر 74٪ أنه «شجعهم على النظر عن كثب إلى الفن وملاحظة الأشياء الجديدة». و 73٪ قالوا إن ذلك «زاد من اهتمامهم بمجموعة المتحف». كان زوار المتحف المولودين بين عامي 1981 و 1996 أكثر عرضة بنسبة 15 ٪ لزيارة المعرض مقارنة بالأفراد الأكبر سنًا. يقوم نظام آرت لينس أيضًا بجمع البيانات التحليلية؛ ارتفع الوقت الذي يقضيه المستفيدون في النظر إلى الأعمال الفنية من متوسط ثانيتين إلى ثلاث ثوانٍ إلى خمس عشرة ثانية.

## البرامج
يحتفظ متحف كليفلاند للفنون أيضًا بجدول زمني للمعارض الخاصة والمحاضرات والأفلام والبرامج الموسيقية. يستضيف قسم الفنون المسرحية والموسيقى والأفلام سلسلة أفلام. وسلسلة الفنون المسرحية بالمتحف، التي تجلب الطاقات الإبداعية للفنانين المشهورين عالميًا إلى كليفلاند.
ينشئ قسم التعليم. في المتحف برامج للتعلم مدى الحياة من المحاضرات والمحادثات ودروس الاستوديو إلى برامج التوعية والأحداث المجتمعية، مثل باراد ذا سيركل "، مهرجان الطباشير. و" مهرجان المصابيح الشتوية " ". تشمل البرامج التعليمية التعلم عن بعد، «آرت تو جو»، و «إديكايتورز أكاديمي». المتحف هو أيضًا موطن لمكتبة إنجلز، وهي واحدة من أكبر مكتبات المتاحف الفنية في الولايات المتحدة مع أكثر من 500000 مجلد.

### التناول عن الحقوق

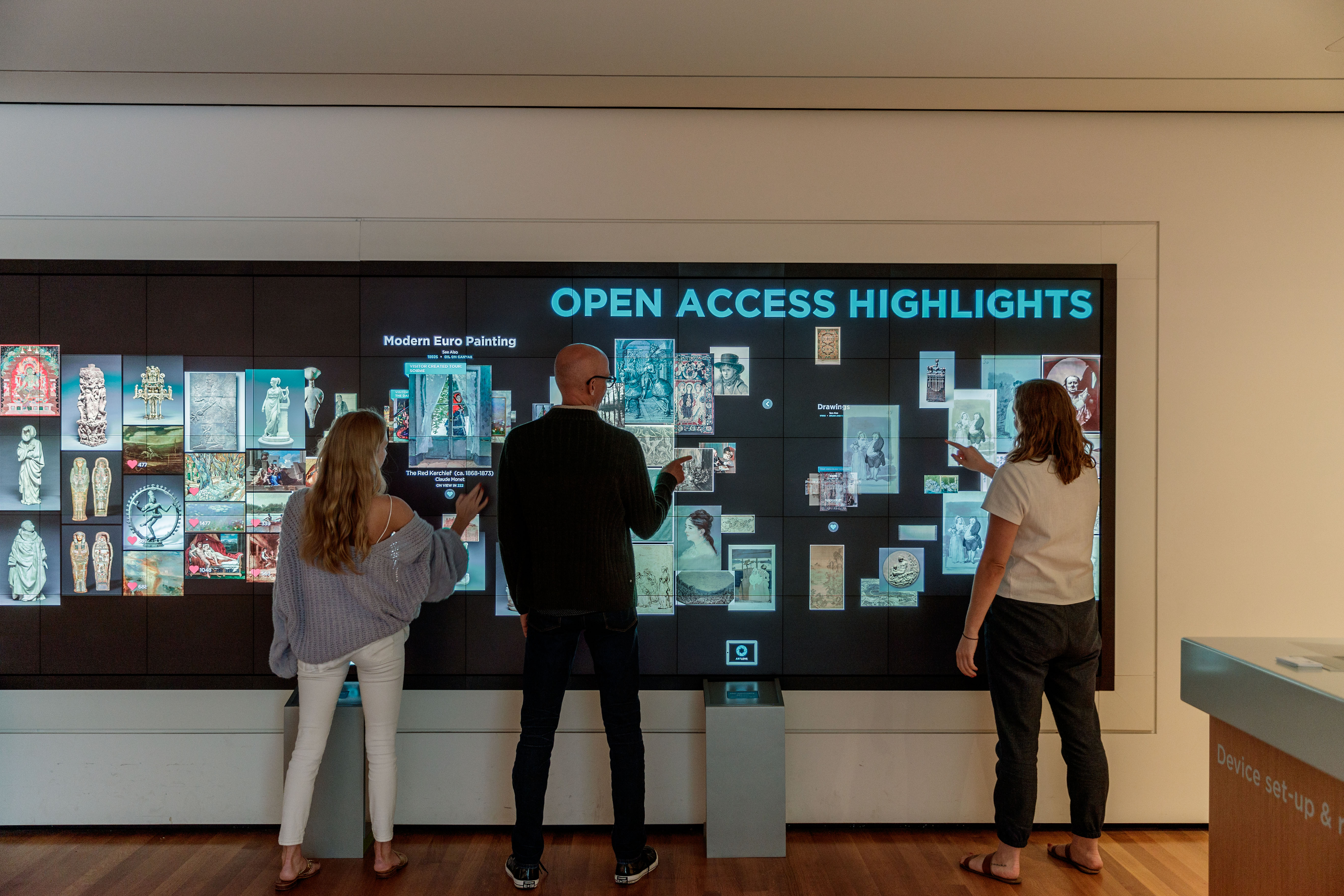
عرض رقمي يبرز الأعمال التي تم إصدارها كجزء من مبادرة الوصول المفتوح.

في كانون الثاني (يناير) 2019، أعلن متحف كليفلاند للفنون أنه يتنازل عن حقوقه في «ما يقرب من 30000 قطعة من أصل 61328 قطعة في مجموعته الدائمة التي تعتبر ضمن الملك العام». إنهم يستخدمون رخصة المشاع الإبداعي - صفر للصور عالية الدقة والبيانات حول مجموعتها. بالإضافة إلى ذلك، تم توفير البيانات الوصفية لأكثر من 61000 قطعة في مجموعتها. مادة الوصول المفتوح متاحة في قسم خاص بالموقع الإلكتروني للمتحف.

## الإدارة

### الحضور
أبلغ المتحف عن حضور 597,715 خلال الفترة ما بين 1 يوليو 2013 و 30 يونيو 2014، وهو أعلى إجمالي منذ أكثر من عقد. في عام 2018، سجل المتحف 769.435 زائرًا، ليحل محل الرقم القياسي السابق البالغ 719620 زائرًا في عام 1987.

### تمويل
في عام 1958، منح وصية بقيمة 35 مليون دولار لرجل الصناعة ليونارد سي هانا جونيور متحف كليفلاند للفنون في صفوف أغنى متاحف الفن في البلاد. اليوم، يتلقى المتحف دعمًا تشغيليًا من مجلس الفنون في أوهايو من خلال دولارات ضرائب الولاية. يتم تمويله أيضًا من قبل سكان مقاطعة كوياهوغا من خلال فنون وثقافة كوياهوغا. يستمد المتحف حوالي ثلثي ميزانيته البالغة 36 مليون دولار من الفوائد على الوقف، والتي تم الإبلاغ عنها بمبلغ 750 مليون دولار في عام 2014. يمتلك المتحف صندوق استحواذ بقيمة 277 مليون دولار، يستمد منه حوالي 13 مليون دولار سنويًا لشراء أعمال لمجموعاته.

### التسويق
كما قام المتحف بدور نشط في تقديم الحفلات الموسيقية والمحاضرات. وتشمل هذه العروض التي قدمها شانتوكليير (فرقة)، رومفل أوف ثيت، وجون لوثر آدامز من بين آخرين.

### المدراء
- وليام إم. جريسوولد (2014–).[74]
- فريد بيدويل (2013-2014، مدير مؤقت).[16]
- ديفيد فرانكلين (2010-2013).[16][75]
- ديبورا غريببون (2009-2010، مديرة مؤقتة)
- تيموثي روب (2006-2009).[27]
- كاثرين لي ريد (2000-2006).[76]
- كيت سيلارز (1999-2000، مديرة مؤقتة).[76]
- روبرت ب. بيرجمان (1993-1999).[77]
- إيفان إتش تيرنر (1983-1993).[78]
- الدكتور شيرمان إي لي (1958-1982)
- ويليام إم ميليكين (1930–1958)
- فريدريك ألين وايتينج (1913-1930)

## في الثقافة الشعبية
المتحف هو مكان لمقر شيلد الخيالي في عالم مارفل السينمائي ويمكن رؤيته على نطاق واسع في العديد من المكاتب وإنشاء لقطات من كابتن أمريكا: جندي الشتاء (بالإنجليزية: Captain America: The Winter Soldier)‏ الذي صدر عام 2014. في عدة مشاهد، يمكن اعتبار ردهة المتحف بمثابة «لوبي» لمنظمة حكومية مقرها واشنطن العاصمة. كما يوجد الجزء الخارجي من المتحف وبرج المصعد في لقطات أخرى.

## روابط خارجية
- الموقع الرسمي
- FRAME - متحف كليفلاند للفنون هو عضو في FRAME (تبادل المتحف الإقليمي الفرنسي الأمريكي) وقد قدم وساهم في المعارض التي ترعاها FRAME.